# Барон Милфорд

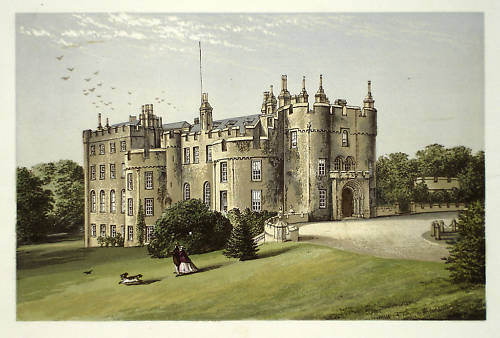
Замок Пиктон, резиденция семьи Филиппс

Барон Милфорд — аристократический титул, созданный три раза в британской истории (1776 год — Пэрство Ирландии, 1846 и 1939 годы — Пэрство Соединённого королевства). Все три креации были созданы для семьи Филиппсов.

## История
Впервые титул барона Милфорда (Пэрство Ирландии) был создан 22 июля 1776 года для сэра Ричарда Филиппса, 7-го баронета из Пиктон Касла (1744—1823). Ричард Филиппс заседал в Палате общин от Пембрукшира (1765—1770, 1786—1800, 1801—1812), Плимут Эрла (1774—1779) и Хаверфордуэста (1784—1786), занимал должности лорда-лейтенанта Хаверфордуэста (1770—1823) и Пембрукшира (1786—1823). В 1823 году после смерти Ричарда Филиппса баронский титул угас, а титул баронета унаследовал его дальний родственник, сэр Роуленд Перри Филиппс-Лохарн-Филиппс, 8-й баронет (1788—1832).
21 сентября 1847 года титул барона Милфода в системе Пэрства Соединённого королевства был возрожден для сэра Ричарда Филиппса, 1-го баронета из Пиктон Касла (1801—1857), который получил титул барона Милфорда из замка Пиктон в графстве Пембрукшир. Ричард Филиппс заседал в Палате общин Великобритании от Хаверфордуэста (1826—1835, 1837—1847), а также занимал должность лорда-лейтенанта Хаверфордуэста (1824—1857). Ричард Грант Балкели Филиппс был сыном Джона Гранта и Мэри Филиппы Артемисии, дочери Джеймса Чайлда и Мэри Филиппы Артемисии, дочери Балкели Филиппса, дяди 1-го барона Милфорда первой креации. В 1823 году он принял фамилию «Филиппс» и унаследовал поместья Филиппсов. В 1828 году для него был создан титул баронета из замка Пиктон в графстве Пембрукшир (Баронетство Соединённого королевства). Тем не менее, лорд Милфорд был бездетным, и после его смерти в 1857 году титулы барона и баронета угасли. Он завещал свои имения своему сводному брату, преподобному Джеймсу Генри Александру Гвитеру, который взял себе фамилию «Филиппс». Дочь Джеймса Мэри Филиппа вышла замуж за Чарльза Эдварда Грегга (1840—1928), который взял фамилию «Филиппс» и получил в 1887 году титул баронета из Пиктона.
2 февраля 1939 года титул барона Милфорда был восстановлен в третий раз в системе Пэрства Соединённого королевства для сэра Лоуренса Филиппса, 1-го баронета (1874—1962), который получил титул барона Милфорда из Лланстефана в графстве Радноршир. В 1919 году для него уже был создан титул баронета из Лланстефана в графстве Радноршир. Лоуренс Филиппс был шестым сыном сэра Джеймса Филиппса, 12-го баронета из Пиктон Касла, и младшим братом Джона Филиппса, 1-го виконта Сент-Дэвидса (1860—1938), и Оуэна Филиппса, 1-го барона из Килсанта (1863—1937). Его преемником стал его сын, Воган Филиппс, 2-й барон Милфорд (1902—1993). Он стал коммунистом и был лишен наследства своим отцом. Лорд Милфорд являлся единственным членом Коммунистической партии Великобритании, который заседал в Палате лордов.
По состоянию на 2024 год носителем титула являлся его внук, Гай Воган Филиппс, 4-й барон Милфорд (род. 1961), который стал преемником своего отца в 1999 году. Нынешний лорд Милфорд — адвокат.

## Бароны Милфорд, первая креация (1776)
- 1776—1923: Ричард Филиппс, 1-й барон Милфорд[англ.] (1744 — 28 ноября 1823), сын сэра Джона Филиппса, 6-го баронета (1701—1764).

## Бароны Милфорд, вторая креация (1847)
- 1847—1857: Ричард Балкели Филиппс, 1-й барон Милфорд[англ.] (7 июня 1801 — 3 января 1857), сын Джона Гранта и Мэри Филиппы Артемисии, дочери Джеймса Чайлда и Мэри Филиппы Артемисии, дочери Балкели Филиппса, третьего сына сэра Джона Филиппса, 4-го баронета из Пиктон Касла.

## Бароны Милфорд, третья креация (1939)
- 1939—1962: Лоуренс Ричард Филиппс, 1-й барон Милфорд[англ.] (24 января 1874 — 7 декабря 1962), шестой сын преподобного сэра Джеймса Эразма Филиппса, 12-го баронета (1824—1912)[1];
- 1962—1993: Воган Филиппс, 2-й барон Милфорд (25 февраля 1902 — 30 ноября 1993), старший сын предыдущего[2];
- 1993—1999: Хьюго Джон Лоуренс Филиппс, 3-й барон Милфорд (27 августа 1929 — 4 декабря 1999), единственный сын предыдущего[3];
- 1999 — настоящее время: Гай Воган Филиппс, 4-й барон Милфорд (род. 25 июля 1961), старший сын предыдущего[4];
  - Наследник титула: достопочтенный Арчи Шервуд Филиппс (род. 12 марта 1997), старший сын предыдущего[5].